# AEL Limassol BC
El AEL Limassol BC (E.K.A. Athlītikī Enōsī Lemesou) es la sección de baloncesto del club polideportivo AEL, con sede en Limassol, Chipre. Compite en la División B de la Liga de Chipre, a la que descendió en 2014 por problemas económicos, tras haber conseguido 13 títulos de liga en toda su historia.

## Historia
El club se estableció en 1966, y fue uno de los miembros fundadores de la Federación de Baloncesto de Chipre. Tomó parte en a primera competición oficial del país, entrenado por Michalaki Nikolaidi, y pronto se hizo con el sobrenombre de la Reina (Βασίλισσα). A lo largo dse su historia ha conseguido 13 títulos nacionales y 10 títulos de copa, siendo el único equipo del país en lograr un título europeo, la FIBA Regional Challenge Cup de 2003.
En octubre de 2014 el club anunció su disolución por problemas económicos, pero menos de un año más tarde, en agosto de 2015, el AEL Limassol anunció su vuelta a las pistas de juego compitiendo en la segunda división del país.

## Palmarés
- Liga de Chipre (13)

1974, 1978, 1980, 1982, 1983, 1985, 1987, 1988, 2003, 2004, 2005, 2006, 2007
- Copa de Chipre (10)

1978, 1980, 1981, 1982, 1983, 1985, 2004, 2008, 2009, 2017
- Supercopa de Chipre (8)

1985, 1988, 2003, 2005, 2006, 2007, 2008, 2009